# Popoloca Coyotepec
El popoloca Coyotepec és una variant de la llengua popoloca parlada a l'estat de Puebla (Mèxic). El dialecte de la vila de San Mateo es compta com a Coyotepec, però pot ser un idioma diferent, o un dialecte del popoloca de San Felipe Otlaltepec (popoloca occidental). El popoloca Coyotepec i el popoloca occidental tenen aproximadament el 40% de mútua intel·ligibilitat.